# Parantica orientis
Parantica orientis är en fjärilsart som beskrevs av William Doherty 1891. Parantica orientis ingår i släktet Parantica och familjen praktfjärilar. Inga underarter finns listade i Catalogue of Life.